# Patrice Duvic
Pour les articles homonymes, voir Duvic.
Patrice Duvic, né le 11 janvier 1946 à Orsay et mort le 25 février 2007  à Villeurbanne, est un anthologiste, un écrivain, un critique, un scénariste et un intervieweur français spécialisé en science-fiction, en fantastique et en horreur. Il est aussi traducteur et a eu une importante activité de directeur littéraire.
Il est connu notamment pour un périple aux États-Unis où il a interviewé ses romanciers préférés. Il a, par exemple, eu une entrevue avec l'auteur de science-fiction Philip K. Dick. Il a ensuite poursuivi cette activité, s'entretenant avec de très nombreux auteurs anglo-saxons et français. Passionné de cinéma, il a été le scénariste du film franco-allemand de science-fiction Terminus sorti en 1987 et a fondé une petite société de production vidéo, Selenium.
Duvic a travaillé pour La Découverte (collections « Fiction »), Presses Pocket (collection « Terreur ») et Le Livre de poche (préparation de la collection « Fantasy ») en tant que directeur de collections, découvrant en particulier pour le public français des auteurs tels que Anne Rice, Tim Powers, William Gibson, Peter Robinson ou Susanna Clarke. Il a aidé à la création de la maison Les Moutons électriques.

## Œuvres

### Romans
- Poisson-Pilote
- Naissez, nous ferons le reste, Presses Pocket Science-fiction no 5064, 1979
- Terminus, 1986
- Autant en emporte le divan, Fleuve noir, Polar SF no 1997, 1996

### Essai
- Monstres et monstruosités, Albin Michel, 1973

### Nouvelles
- A.C.E., publiée en 1978.

### Anthologies
- le Livre d'or : Norman Spinrad, 1978
- Au cœur de l'orage, 1979
- Le grand temple de la SF : Alfred Elton van Vogt, 1980aussi intitulé Futur parfait
- le Livre d'or : Thomas Disch, 1981
- le Livre d'or : Jean-Pierre Andrevon, 1983
- le Livre d'or : Raphael A. Lafferty, 1984
- Demain les puces, 1986ré-édition en 1996
- le Livre d'or : John Wyndham, 1987
- Le grand temple de la SF : Millions de soleils, 1988
- Asimov présente : Futurs en délire, 1990
- Asimov présente : Futurs sans escale, 1990
- Asimov présente : Futurs pas possibles, 1991
- Asimov présente : Futurs à gogos, 1991
- Asimov présente : Futurs tous azimuts, 1992
- Asimov présente : Futurs qui craignent, 1993
- Asimov présente : Futurs sens dessus dessous, 1993
- Asimov présente : Futurs, mode d'emploi, 1993
- Asimov présente : Futurs à bascule, 1994
- Asimov présente : Futurs bien frappés, 1995
- Asimov présente : Futurs en voie d'extinction, 1995